# Windows Media Video
Windows Media Video (WMV) ist eine Reihe proprietärer Videoformate von Microsoft und Teil der Windows-Media-Plattform.
Neben dem Windows Media Player und vielen anderen Software-Playern beherrschen auch einige eigenständige Hardware-Abspielgeräte das Dekodieren von WMV-Dateien.
Dateien, die WMV-kodierte Video-Streams enthalten, sind meist in Microsofts Container-Format Advanced Streaming Format (ASF) eingebettet. Diese Dateien haben meistens die Dateiendung .asf, im Falle einer Video-Datei können sie aber auch die Endung .wmv tragen.
Eine neue Variante von WMV ist das Format Windows Media Video High Definition (WMVHD).
Das Windows Media Format unterstützt auch die Einbindung von Digital Rights Management (DRM), die Inhabern von Verwertungsrechten die Regelung der Zugriffsrechte auf Ton- sowie Videomaterial ermöglichen soll. In der Praxis wird diese Technik häufig als Kopierschutzmaßnahme eingesetzt.
Es existieren zurzeit drei Versionen von WMV, die allesamt im Aufbau her ähnlich MPEG-4 sind. Diese Versionen haben jeweils die FourCCs WMV1 bis WMV3, werden oft aber als WMV7 bis WMV9 bezeichnet, da sie gemeinsam mit Version 7.0 bis 9.0 des Windows Media Players erschienen sind. Eine erweiterte Fassung von WMV3 wurde als VC-1 bei SMPTE eingereicht und 2006 als offener (aber dennoch proprietärer) Standard verabschiedet. VC-1 kommt unter anderem auf Blu-ray Disc und HD DVD als einer von drei obligatorischen Videoformaten zum Einsatz.
Ein Nachteil dieses Formates ist, dass handelsübliche DVD-Player dieses Format nicht kennen. Auch Apples QuickTime kann WMV-Dateien nicht wiedergeben, es gibt allerdings unter Mac OS X eine QuickTime-Erweiterung wie etwa Flip4Mac zur WMV-Wiedergabe in Webbrowsern beziehungsweise separate WMV-Player wie MPlayer oder VLC media player.
Über 50 % der Patente für Codec VC-1 sind bis aktuell Ende 2018 ausgelaufen.